# A Firka Villa epizódjainak listája
Ez a lap a Firka Villa (Drawn Together) című televíziós sorozat epizódjainak listáját tartalmazza. A 2. évad 8. és 13. részét Magyarországon betiltották a televízióban, és nem is volt látható, ám 2022-ben a Comedy Central mégis műsorra tűzte.

## Évados áttekintés
| Évad | Évad | Epizódok | Eredeti sugárzás  | Eredeti sugárzás   | Magyar sugárzás   | Magyar sugárzás   |
| Évad | Évad | Epizódok | Évadpremier       | Évadfinálé         | Évadpremier       | Évadfinálé        |
| ---- | ---- | -------- | ----------------- | ------------------ | ----------------- | ----------------- |
|      | 1    | 7        | 2004. október 27. | 2004. december 15. | 2010. október 5.  | 2011. január 18.  |
|      | 2    | 15       | 2005. október 19. | 2006. március 15.  | 2011. január 25.  | 2011. április 19. |
|      | 3    | 14       | 2006. október 5.  | 2007. november 14. | 2011. április 26. | 2011. július 26.  |

## 1. évad
| # | #  | Eredeti cím                                   | Magyar cím                       | Eredeti premier    | Magyar premier    | Prod. kód |
| --- | -- | --------------------------------------------- | -------------------------------- | ------------------ | ----------------- | --------- |
| 1. | 1. | Hot Tub                                       | Melegfürdő                       | 2004. október 27.  | 2010. október 5.  | 101       |
| Miután 7 lakó megérkezik a villába, csatlakozik közéjük Foxxy Love is, akire Clara rasszista megjegyzéseket tesz, ezért összeverekednek. Majd miután mindenki mérges lesz Clarára, bocsánatot kér Foxxytól, majd a medencében összejönnek.                                                 |    |                                               |                                  |                    |                   |           |
| 2. | 2. | Clara’s Dirty Little Secret                   | Clara piszkos kis titka          | 2004. november 3.  | 2010. október 12. | 102       |
| Az előző epizód folytatása. Toot bemeséli Clara-nak, hogy a csóktól teherbe fog esni. Miután Foxxy felvilágosítást tartott, fény derül Clara szörnyű titkára, hogy a vaginája egy oktopusz, és a gonosz mostohája átkozta meg.                                                             |    |                                               |                                  |                    |                   |           |
| 3. | 3. | Gay Bash                                      | Melegcsapás                      | 2004. november 10. | 2010. október 19. | 103       |
| Letesztelik Xandirt, hogy megtudják, meleg-e. Miután fény derül az igazságra, a barátnője, akit meg kell mentenie már nem akarja őt látni. Eközben a lakók kapnak egy varrógépet. Kiderül, hogy Ling-Ling jól tud vele varrni, ezért Kandisznó kihasználja őt és sportcipőket varrat vele. |    |                                               |                                  |                    |                   |           |
| 4. | 4. | Requiem for a Reality Show                    | Rekviem egy valóságshowért       | 2004. november 17. | 2010. október 26. | 104       |
| A villalakók feladatot kapnak, miszerint a győztes csapat egy hétig korlátlan ételt kap, a másik pedig éhezni fog. |    |                                               |                                  |                    |                   |           |
| 5. | 5. | The Other Cousin                              | A másik unokatestvér             | 2004. december 1.  | 2010. november 2. | 105       |
| A villába egy látogató érkezik, Clara fogyatékos ismerősének a személyébe. |    |                                               |                                  |                    |                   |           |
| 6. | 6. | Dirty Pranking No. 2                          | Piszkos ügyek                    | 2004. december 8.  | 2010. november 9. | 107       |
| Clara vidámságra vágyik, és amikor meglátta, miképp alázták meg a pizzafutárt, rájön, mit kell tennie. |    |                                               |                                  |                    |                   |           |
| 7. | 7. | The One Wherein There is a Big Twist (Part 1) | Durva tréfa újratöltve (1. rész) | 2004. december 15. | 2011. január 18.  | 108       |
| A villa lakói megelégelik, hogy semmit se kapnak szereplésükért, ezért sztrájkot kezdeményeznek, eredményesen. Ezután megjelenik a Zsidó Producer, és felajánl egy álommunkát, amit csak egy valaki kaphat meg.                                                                            |    |                                               |                                  |                    |                   |           |

## 2. évad
| # | #   | Eredeti cím                                       | Magyar cím                                       | Eredeti premier    | Magyar premier      | Prod. kód |
| --- | --- | ------------------------------------------------- | ------------------------------------------------ | ------------------ | ------------------- | --------- |
| 8. | 1.  | The One Wherein There is a Big Twist (Part 2)     | Durva tréfa újratöltve (2. rész)                 | 2005. október 19.  | 2011. január 25.    | 201       |
| Az előző epizód folytatása. A villalakók lezuhannak a repülővel egy szigetre, de később elhatározzák, ideje a hírnevüket beváltani. Mikor rájönnek, hogy a kutyát sem érdeklik, azonnal visszamennek a villába. A Zsidó Producer Zoknipóc hiányában rájuk bízta, hogy találjanak új lakótársat. |     |                                                   |                                                  |                    |                     |           |
| 9. | 2.  | Foxxy vs. the Board of Education                  | Foxxy a Miniszter ellen                          | 2005. október 26.  | 2011. február 1.    | 202       |
| Kandisznó vírust kap, ezért biztosításra van szüksége, amit csak úgy kaphat, ha elveszi feleségül Xandirt. Eközben Foxxy-nak, hogy legyen nyomozói engedélye, egyetemet kell végeznie. |     |                                                   |                                                  |                    |                     |           |
| 10. | 3.  | Little Orphan Hero                                | Kis árva hős                                     | 2005. november 2.  | 2011. február 8.    | 203       |
| Hős Kapitány szülei látogatóba jönnek, akikről megtudja, hogy el akarták vetetni őt. Eközben a többi villalakó öngyilkossági forródrótot hoz létre. |     |                                                   |                                                  |                    |                     |           |
| 11. | 4.  | Captain Hero's Marriage Pact                      | Hős Kapitány házassági szerződése                | 2005. november 9.  | 2011. február 15.   | 205       |
| Hős Kapitányhoz régi barátnője jön látogatóba, aki hozzá szeretne menni. Eközben Foxxy visszamegy a régi bandájához. |     |                                                   |                                                  |                    |                     |           |
| 12. | 5.  | Clum Babies                                       | Spermabébik                                      | 2005. november 16. | 2011. február 22.   | 204       |
| Kiderül, hogy Zoknipóc spermája gyógyító erővel rendelkezik, Clara hercegnő viszont nem nézi jó szemmel az önkielégítést. Eközben Ling-Lingnek új kihívó partnere lesz. |     |                                                   |                                                  |                    |                     |           |
| 13. | 6.  | Ghostesses in the Slot Machine                    | Szellemek a nyerőgépben                          | 2005. november 30. | 2011. március 1.    | 206       |
| A villát indián szellemek szállják meg, akik felépítettek egy kaszinót. Kandisznó fogad Hős Kapitány csatáira. Eközben Foxxy sztriptízbárat nyit, ahol Clara is szeretne fellépni. |     |                                                   |                                                  |                    |                     |           |
| 14. | 7.  | Super Nanny                                       | Szuper dadus                                     | 2005. december 7.  | 2011. március 8.    | 207       |
| Miután Hős Kapitány látja a Szuper dadus műsorát, szándékosan rosszalkodik, hogy az meglátogassa őt. Eközben Ling-Lingnek nem sikerül megszerezni a jogosítványt, és kiderül hogy, az ázsiai szeme miatt.                                                                                       |     |                                                   |                                                  |                    |                     |           |
| 15. | 8.  | Terms of Endearment                               | A kedvesség feltételei                           | 2006. január 25.   | 2022. augusztus 12. | 106       |
| Hős Kapitány röntgenlátása miatt Foxxy átalakul egy rasszista sztereotípiává. Eközben Hős Kapitány feladja szuperképességét. |     |                                                   |                                                  |                    |                     |           |
| 16. | 9.  | Captain Girl                                      | Hős Csajszi                                      | 2006. február 1.   | 2011. március 15.   | 208       |
| Hős Kapitány szárnysegédje, Hős Csajszi meghal, ezért Zoknipóc lesz az új segédje. Eközben Toot egy nigériai gyerekre vigyáz. |     |                                                   |                                                  |                    |                     |           |
| 17. | 10. | A Tale of Two Cows                                | Két tehén meséje                                 | 2006. február 8.   | 2011. március 22.   | 210       |
| Zoknipóc egy élőszereplős tehenet rejteget, aki elszabadul és szörnyű pusztításokat hajt végre. Eközben Toot egy videójátékos csalással ráveszi Xandirt, hogy elkísérje a dagitáborba. |     |                                                   |                                                  |                    |                     |           |
| 18. | 11. | Xandir and Tim, Sitting in a Tree                 | Xandir és Tim ül a fán                           | 2006. február 15.  | 2011. március 29.   | 209       |
| Hős Kapitány megkéri Xandirt, hogy töltsön el egy napot a barátjával, Tim Tommersonnal (aki valójában maga Hős Kapitány), akibe beleszeret. Eközben a többi villalakó egy kritikát olvas a műsorról, amiben egyesre osztályozzák őket.                                                          |     |                                                   |                                                  |                    |                     |           |
| 19. | 12. | The Lemon-AIDS Walk                               | AIDS-gyaloglás                                   | 2006. február 22.  | 2011. április 5.    | 212       |
| Kiderül, hogy Hős Kapitány nem jó semmilyen sportban sem, ezért szteroidokat szed, hogy megnyerje az AIDS sétát. Eközben Zoknipóc édességet lop egy plázában. |     |                                                   |                                                  |                    |                     |           |
| 20. | 13. | A Very Special Drawn Together Afterschool Special | Egy nagyon különleges iskola utáni különlegesség | 2006. március 1.   | 2022. szeptember 2. | 213       |
| Hős Kapitány és Toot eljátsszák Xandir szüleit, aki készül bevallani, hogy meleg. |     |                                                   |                                                  |                    |                     |           |
| 21. | 14. | Alzheimer's That Ends Well                        | Alzheimer, aminek jó a vége                      | 2006. március 8.   | 2011. április 12.   | 211       |
| Clara hercegnő arra kéri Zoknipócot, hogy műtse meg a vagináját. Eközben a többi villalakó úgy véli, hogy Toot alzheimer-kóros, ezért bezárják egy szanatóriumba. |     |                                                   |                                                  |                    |                     |           |
| 22. | 15. | The Drawn Together Clip Show                      | A Firka Villa válogatás                          | 2006. március 15.  | 2011. április 19.   | 214       |
| Ez az epizód egy visszatekintés a sorozat legjobb pillanataira. |     |                                                   |                                                  |                    |                     |           |

## 3. évad
| # | #   | Eredeti cím                                                                                         | Magyar cím                                  | Eredeti premier    | Magyar premier    | Prod. kód |
| --- | --- | --------------------------------------------------------------------------------------------------- | ------------------------------------------- | ------------------ | ----------------- | --------- |
| 23. | 1.  | Freaks & Greeks                                                                                     | Görögök                                     | 2006. október 5.   | 2011. április 26. | 301       |
| A Firka Villa mellé egy új család költözik, akikről Hős Kapitány azt hiszi, egy diákszövetség. Eközben Ling-Ling apja haldoklik, és hogy ezt elkerülje, hogy a villába költözteti. |     | |                                             |                    |                   |           |
| 24. | 2.  | Wooldoor Sockbat's Giggle-Wiggle Funny Tickle Non-Traditional Progressive Multicultural Roundtable! | Szárnyfülű Zoknipóc multikulti kerekasztala | 2006. október 12.  | 2011. május 3.    | 302       |
| Zoknipóc saját gyermeksorozatot kap, amiről Clara úgy véli, gyorsabban jönnek rá a gyerekek saját szexualitásukra.                                                                 |     | |                                             |                    |                   |           |
| 25. | 3.  | Spelling Applebee's                                                                                 | A betűzőverseny                             | 2006. október 19.  | 2011. május 10.   | 303       |
| Foxxy nem hajlandó rész venni a betűzőversenyen. Majd kiderül, Foxxy a valaha volt legjobb betűző, de egy rasszista megnyilvánulás miatt kegyvesztett lett.                        |     | |                                             |                    |                   |           |
| 26. | 4.  | Unrestrainable Trainable                                                                            | A megfékezhetetlen                          | 2006. október 26.  | 2011. május 17.   | 304       |
| Hős Kapitány fia megtámadja a várost. Később arra is rájön, hogy a fiú anyja az ő testvérre.                                                                                       |     | |                                             |                    |                   |           |
| 27. | 5.  | N.R.A.Y. RAY                                                                                        | A szarvasvadász                             | 2006. november 1.  | 2011. május 24.   | 305       |
| Miután a villát kirabolják, Hős Kapitány vesz egy puskát, de túlzásba viszi a vadászatot.                                                                                          |     | |                                             |                    |                   |           |
| 28. | 6.  | Mexican't Buy Me Love                                                                               | Lehetetlen szerelem                         | 2006. november 8.  | 2011. május 31.   | 307       |
| Hős Kapitány eldönt, hogy csak menő arcokkal fog lógni, pl Clara, Foxxy és Kandisznó. Ezután meg kell menten a Földet egy aszteroidától.                                           |     | |                                             |                    |                   |           |
| 29. | 7.  | Lost in Parking Space (Part 1)                                                                      | Elveszve a parkolóban (1. rész)             | 2006. november 15. | 2011. június 7.   | 306       |
| A villalakók bent ragadnak a furgonban egy parkolóban. Megpróbálnak élve maradni, és kijutni onnan.                                                                                |     | |                                             |                    |                   |           |
| 30. | 8.  | Lost in Parking Space (Part 2)                                                                      | Elveszve a parkolóban (2. rész)             | 2007. október 4.   | 2011. június 14.  | 308       |
| Az előző rész folytatása. Toot bekattan, és ráveszi a többieket, hogy megegyék Ling-Linget.                                                                                        |     | |                                             |                    |                   |           |
| 31. | 9.  | Charlotte's Web of Lies                                                                             | Malac a pókhálóban                          | 2007. október 11.  | 2011. június 21.  | 313       |
| Kandisznó lefekszik egy pókkal, aki szerelmes lesz belé. Eközben Hős Kapitány találkozik a legnagyobb ellenségével.                                                                |     | |                                             |                    |                   |           |
| 32. | 10. | Breakfast Food Killer                                                                               | A gyilkos reggeli                           | 2007. október 18.  | 2011. június 28.  | 312       |
| Zoknipócból egy reklámarc lesz, majd a fejébe száll a dicsőség. |     | |                                             |                    |                   |           |
| 33. | 11. | Drawn Together Babies                                                                               | Firka Villa babák                           | 2007. október 25.  | 2011. július 5.   | 309       |
| Ebben a részben a Firka Villa lakói babákként jelennek meg, szüleik pedig egy bébicsőszre bízzák őket, akit véletlenül megölnek.                                                   |     | |                                             |                    |                   |           |
| 34. | 12. | Nipple Ring-Ring Goes to Foster Care                                                                | Ling-Ling nevelőszülőhöz kerül              | 2007. november 1.  | 2011. július 12.  | 310       |
| Ling-Lingről kiderül, hogy még csak 3 éves, ezért a gyámügy nevelőszülőkhöz küldi őt.                                                                                              |     | |                                             |                    |                   |           |
| 35. | 13. | Toot Goes Bollywood                                                                                 | Toot Bollywoodba megy                       | 2007. november 8.  | 2011. július 19.  | 311       |
| Zoknipóc hipnotizálja Foxxyt, aki le akar mondani a szexről, hogy kiderítse, miért olyan könnyűvérű.                                                                               |     | |                                             |                    |                   |           |
| 36. | 14. | American Idol Parody Clip Show                                                                      | Az évad legjobbjai                          | 2007. november 14. | 2011. július 26.  | 314       |
| Sorozatzáró epizód. A villalakók egy "American Idol"-hoz hasonló műsorban vesznek részt, eközben felidézik az évad legjobb pillanatait.                                            |     | |                                             |                    |                   |           |

## Film
| Eredeti cím                          | Magyar cím           | Eredeti premier   | Magyar premier          |
| ------------------------------------ | -------------------- | ----------------- | ----------------------- |
| The Drawn Together Movie: The Movie! | Firka Villa - A film | 2010. március 18. | Nem jelent meg magyarul |